# Tomislav Bekić
Tomislav Bekić (serbisch-kyrillisch Томислав Бекић; * 1935 in Novi Sad; † 19. Januar 2008 ebenda) war ein jugoslawischer bzw. serbischer Germanist und Übersetzer.

## Leben
Er lehrte ab 1960, zunächst als Assistent, dann als Professor für deutsche Sprache und Literatur, an der Universität Novi Sad. Im Jahr 2002 ging er in den Ruhestand. Er übersetzte zahlreiche Bücher aus dem Deutschen ins Serbokroatische.

## Werke (Auswahl)

### Monographien
- Tomas Man u našoj književnoj kritici (Thomas Mann in unserer Literaturkritik), 1987 (ISBN 86-363-0022-3)
- Srpsko građansko pesništo (Die serbische bürgerliche Dichtung), 1988
- Germanoslavica: Prilozi proučavanju uzajamnih kulturnih i književnih veza između naše i nemačke kulture (Germanoslavica: Beiträge zum Studium der wechselseitigen kulturellen und literarischen Beziehungen zwischen unserer und der deutschen Kultur), 2001

### Deutschsprachige Buch- und Zeitschriftenbeiträge
- Germanistik in Serbien. In: Germanistik in Mittel- und Osteuropa, 1945-1992, hrsg. v. Christoph König, 1995 (ISBN 3-11-014419-0), S. 222–230
- mehrere Beiträge in: Christoph König (Hrsg.), unter Mitarbeit von Birgit Wägenbaur u. a.: Internationales Germanistenlexikon 1800–1950. Band 1: A–G. De Gruyter, Berlin/New York 2003, ISBN 3-11-015485-4.
- Alois Schmaus als Germanist. In: Germano-slavistische Beiträge. Festschrift für Peter Rehder zum 65. Geburtstag, hrsg. v. Miloš Okuka, 2004 (ISBN 3-87690-874-4)

### Übersetzungen aus dem Deutschen ins Serbokroatische
- Siegfried Kapper, Südslavische Wanderungen im Sommer 1850, 1851 = Krstarenje po jugoslovenskim krajevima, 2005 (ISBN 86-85869-04-8)
- Gustav Rasch, Vom schwarzen Berge. Montenegrinische Skizzen, Bilder und Geschichten, ca. 1875 = Crna Gora u pričama, 2001 (ISBN 86-495-0202-4)
- Johann Heinrich Schwicker, Politische Geschichte der Serben in Ungarn, 1880 = Politička istorija Srba u Ugarskoj, 1998
- Catharina Sturzenegger, Serbien im europäischen Kriege 1914/1915, 1915 = Srbija u evropskom ratu 1914–1915, 2008 (ISBN 978-86-86611-15-4)
- Gerhard Gesemann, Studien zur südslavischen Volksepik, 1926 = Studije o južnoslovenskoj narodnoj epici, 2002 (ISBN 86-17-09804-X)
- Joseph Roth, Radetzkymarsch, 1932 = Radecki-marš, 1991 (ISBN 86-19-01906-6)
- Alfred Adler, Der Sinn des Lebens, 1933 = Smisao života, 1984, 2. Aufl. 1989 (ISBN 86-363-0133-5)
- Thomas Mann, Joseph und seine Brüder, 1933–1943 = Josif i njegova braća, 1990–
- Albin Lesky, Die griechische Tragödie, 1938 = Grčka tragedija, 1995 (ISBN 86-7047-189-2)
- Manès Sperber, Wie eine Träne im Ozean, 1949/1961 = Kao suza u okeanu, 1997 (ISBN 86-363-0438-5)
- Maximilian Braun, Das serbokroatische Heldenlied, 1961 = Srpskohrvatska junačka pesma, 2004 (ISBN 86-17-10566-6)
- Hans Mayer, Goethe, ein Versuch über den Erfolg, 1973 = Gete, ogled o uspehu, 2000 (ISBN 86-7047-362-4)
- Katia Mann, Meine ungeschriebenen Memoiren, 1974 = Moji nepisani memoari, 1976
- Milo Dor, Alle meine Brüder, 1978 = Sva moja braća, 1996 (ISBN 86-363-0306-0)
- Alice Miller, Das Drama des begabten Kindes, 1979 = Drama darovitog deteta, 2001
- Manfred Frank, Conditio moderna, 1993 = Conditio moderna, 1995 (ISBN 86-7047-219-8)
- Hans-Ulrich Wehler, Nationalismus. Geschichte, Formen, Folgen, 2001 = Nacionalizam. istorija, forme, posledice, 2002 (ISBN 86-7047-410-7)
- Holm Sundhaussen, Geschichte Serbiens. 19. – 21. Jahrhundert, 2007 = Istorija Srbije. Od 19. do 21. veka, 2008 (ISBN 978-86-7102-320-7)